# تپه تورمتای
تپه تورمتای مربوط به دوره ساسانیان است و در شهرستان خدابنده، بخش مرکزی، روستای محمودآباد واقع شده و این اثر در تاریخ ۱۰ خرداد ۱۳۸۲ با شمارهٔ ثبت ۸۹۳۲ به‌عنوان یکی از آثار ملی ایران به ثبت رسیده است.